# Nestares
Nestares tỉnh và cộng đồng tự trị La Rioja, phía bắc Tây Ban Nha. Đô thị này có diện tích là 21,61 ki-lô-mét vuông, dân số năm 2009 là 77 người với mật độ 3,56 người/km². Đô thị này có cự ly 30 km so với Logroño.